# Crusea setosa
Crusea setosa är en måreväxtart som först beskrevs av Martin Martens och Henri Guillaume Galeotti, och fick sitt nu gällande namn av Paul Carpenter Standley och Julian Alfred Steyermark. Crusea setosa ingår i släktet Crusea och familjen måreväxter. Inga underarter finns listade i Catalogue of Life.